# رياز أحمد
رياز أحمد بالنطق الهندية، ويطق عليه أيضًا رياض أحمد (3 نوفمبر 1958 - 29 أبريل 2021) سياسي هندي وعضو في الجمعية التشريعية السادسة عشرة لأوتار براديش في الهند. كان يمثل دائرة بيلبهيت في ولاية أوتار براديش وكان عضوًا في حزب ساماجوادي السياسي.

## النشأة
رياز أحمد من مواليد منطقة بيلبهيت. التحق بجامعة كومون وجامعة الله أباد وحصل على درجتي الماجستير من كلا الجامعتين.